# Ecuador
Ecuador (quechua: Ikwadur; shuar: Ekuatur), officielt Republikken Ecuador (spansk: República del Ecuador, hvilket direkte oversat betyder "Ækvators republik"; quechua: Ikwadur Repuwlika, shuar: Ekuator Nunka), er et land i det nordvestlige Sydamerika. Det grænser op til Colombia i nord, Peru i øst og syd, og Stillehavet i vest. Ecuador omfatter også øgruppen Galápagos i Stillehavet, der ligger ca. 1000 km vest for fastlandet. Landets hovedstad er Quito.
Det nuværende Ecuador var engang hjemsted for adskillige indfødte stammer, der i løbet af det 15. århundrede gradvist blev inkorporeret i Inkariget. I det 16. århundrede blev området koloniseret af Spanien. I 1820 rev Ecuador sig løs fra Spanien som en del af Storcolombia, og først ti år senere opstod den nuværende stat i 1830. Den spanske såvel som storcolombianske arv reflekteres i Ecuadors multietniske befolkningssammensætning. Landets ca. 17,1 millioner indbyggere består således primært af mestizer, men også af europæiske, indfødte og afrikanske folkegrupper. Ecuadors officielle sprog er spansk, som tales af størstedelen af landets indbyggere. Der findes dog også 13 anerkendte indfødte sprog, bl.a. quechua og shuar.
Ecuador er et uland, der primært lever af salg af petroleum og landbrugsvarer. Det er en præsidentiel republik. Ecuador er et af kun 17 lande, der har en ekstremt høj grad af naturlig biodiversitet med mange endemiske dyre- og plantearter, bl.a. på Galápagos. Den nye forfatning fra 2008 anerkender denne unikke økologiske arv ved bl.a. at være den første forfatning i verden, der garanterer naturen juridiske rettigheder. Ecuador har den femte laveste mordrate i Amerika. Fra 2006 til 2016 faldt Ecuadors fattigdomsrate fra 36,7 % til 22,5 %, mens BNP pr. indbygger steg med 1,5 % årligt. I samme periode faldt Gini-koefficienten fra 0,55 til 0,47.

## Historie
De ældste bopladser i landet er fundet nær Quito og anslås at være ca. 10.000 år gamle. På kysten har man fundet spor af kulturel aktivitet med specialiseret produktion og arbejdsdeling, som er ca. 5.500 år gamle.
Den første statsdannelse i området blev etableret i 1300-tallet i Quito-området. En af de nyere kulturer, som voksede frem i begyndelsen 1400-tallet i højlandet, var cañarikulturen.
Ecuador bliver regnet som en del af Inkariget, da dette var størst, men kun Sierra-regionen var fuldt integreret, og der var stadige nye oprør frem til spaniernes invasion. Inkaernes brutale erobring af Ecuador startede omkring år 1455 og varede i omtrent 50 år. Cañari-folket var de stærkeste modstandere for inkaerne. Inkariget medbragte bl.a. sproget quechua, nye dyrkningsmetoder, vejbygning og lamaer som pakdyr. Ingapirca er i dag det vigtigste bygningsmonument i Ecuador fra inkatiden.
Efter at spanske conquistadorer havde erobret den sydlige del af Inkariget, satte de ind med et erobringstogt mod Ecuador med assistance af cañari-styrker, og Quito faldt i 1534. Området kom derefter ind under vicekongedømmet Peru. I 1600-tallet oplevede økonomien i landet fremgang ved at bruge de indfødte som arbejdskraft i tekstilindustrien.
I 1822 blev Ecuador frigjort fra Spanien. Det kom derefter ind i føderationen Stor-Colombia, men denne holdt kun indtil 1830. Derefter blev Ecuador selvstændigt.
I 1941 besatte Peru store dele af Oriente-området, og Ecuador måtte afstå 137.000 km2 supplerende land for opnå fred. En endelig fredsaftale kom først i stand i 1998.
Fra 1948 kom en opgangstid med «bananboomet». Den medførte en øget grad af stabilitet frem til omkring 1960.

## Geografi
Ecuador kan inddeles i tre naturlige regioner: kysten, højlandet og amazonasområdet. Over halvdelen af befolkningen bor i kystområdet, hvor det økonomiske liv er domineret af produktionen af eksportafgrøderne bananer, kakao, ris og kaffe. Højlandet ligger mellem de to højderygge, der indgår i Andesbjergkæden og er præget af subsistenslandbrug. Ecuadors højeste bjerg er vulkanen Chimborazo (6.384 m.o.h), og yderligere findes vulkanen Cotopaxi (5.897 m.o.h), som er en af verdens højeste aktive vulkaner. Til landet hører Galápagosøerne, som er kendt for deres unikke dyreliv med bl.a. Galapagos-landskildpadder og en mængde endemiske fuglearter. I amazonasområdet udvindes olie, der skaffer udenlandsk valuta til landet, men som også har ført til forurening. I kystområdet er 95 % af de oprindelige skove fældet, og jorderosionen er de senere år taget til.

### Byer
Ecuadors største byer 2003
- Guayaquil 2.090.000
- Quito 1.482.000
- Cuenca 304.000
- Machala 217.000
- Santo Domingo de los Colorados 212.000
- Portoviejo 195.000
- Manta 193.000
- Eloy Alfaro 184.000
- Ambato 169.000
- Riobamba 140.000

## Provinser
Ecuador er opdelt i 24 provinser (provincias), hver med egen provinshovedstad:
| Nummer | Provins                        | Provinshovedstad               |
| ------ | ------------------------------ | ------------------------------ |
| 1      | Azuay                          | Cuenca                         |
| 2      | Bolívar                        | Guaranda                       |
| 3      | Cañar                          | Azogues                        |
| 4      | Carchi                         | Tulcán                         |
| 5      | Chimborazo                     | Riobamba                       |
| 6      | Cotopaxi                       | Latacunga                      |
| 7      | El Oro                         | Machala                        |
| 8      | Esmeraldas                     | Esmeraldas                     |
| 9      | Galápagos                      | Puerto Baquerizo Moreno        |
| 10     | Guayas                         | Guayaquil                      |
| 11     | Imbabura                       | Ibarra                         |
| 12     | Loja                           | Loja                           |
| 13     | Los Ríos                       | Babahoyo                       |
| 14     | Manabí                         | Portoviejo                     |
| 15     | Morona-Santiago                | Macas                          |
| 16     | Napo                           | Tena                           |
| 17     | Orellana                       | Puerto Francisco de Orellana   |
| 18     | Pastaza                        | Puyo                           |
| 19     | Pichincha                      | Quito                          |
| 20     | Santa Elena                    | Santa Elena                    |
| 21     | Santo Domingo de los Tsáchilas | Santo Domingo de los Colorados |
| 22     | Sucumbíos                      | Nueva Loja                     |
| 23     | Tungurahua                     | Ambato                         |
| 24     | Zamora-Chinchipe               | Zamora                         |